# Aduthurai
Aduthurai är en ort i Indien.   Den ligger i distriktet Thanjavur och delstaten Tamil Nadu, i den södra delen av landet, 2 000 km söder om huvudstaden New Delhi. Aduthurai ligger 25 meter över havet och antalet invånare är 11 433.
Terrängen runt Aduthurai är mycket platt. Runt Aduthurai är det tätbefolkat, med 683 invånare per kvadratkilometer. Närmaste större samhälle är Kumbakonam, 11,4 km sydväst om Aduthurai. Trakten runt Aduthurai består till största delen av jordbruksmark.